# Dicastero per il culto divino e la disciplina dei sacramenti
Il Dicastero per il culto divino e la disciplina dei sacramenti (in latino Dicasterium de cultu divino et disciplina sacramentorum) è uno dei 16 dicasteri della Curia romana.

## Storia
Le sue funzioni erano in origine esercitate dalla Congregazione dei riti, istituita il 22 gennaio 1588 da Sisto V con la bolla Immensa Aeterni Dei.
L'11 luglio 1975 papa Paolo VI, con la costituzione apostolica Constans nobis studium, istituì la Congregazione per il culto divino e la disciplina dei sacramenti, unendo due congregazioni pontificie:
- la Congregazione per il culto divino, istituita dallo stesso Paolo VI con la costituzione apostolica Sacra rituum congregatio[2] dell'8 maggio 1969;
- la Congregazione per la disciplina dei sacramenti, istituita con tale denominazione da Pio X con la costituzione apostolica Sapienti consilio del 29 giugno 1908.

Le due Congregazioni vennero nuovamente rese autonome da Giovanni Paolo II il 5 aprile 1984 con il chirografo Quoniam in celeri; lo stesso pontefice le ha definitivamente riunite con la costituzione apostolica Pastor Bonus, pubblicata il 28 giugno 1988.
Con la costituzione apostolica Praedicate evangelium del 19 marzo 2022 ha assunto l'attuale denominazione.

## Funzioni
L'ambito di competenza del dicastero è definito dagli articoli 88-92 della Praedicate evangelium.
È il dicastero che ha competenza per tutto quello che riguarda la liturgia della Chiesa latina (cura la compilazione dei testi liturgici e vigila sulla loro traduzione nelle varie lingue), la disciplina dei sette sacramenti (in particolare, esamina le questioni relative ai casi di validità del matrimonio e dell'ordine) e dei sacramentali. Inoltre, il dicastero promuove ed anima la celebrazione periodica dei congressi eucaristici internazionali ed offre la propria collaborazione alla celebrazione dei congressi eucaristici nazionali.

## Cronotassi

### Prefetti
Congregazione per la disciplina dei sacramenti
- Cardinale Domenico Ferrata † (26 ottobre 1908 - 2 gennaio 1914 nominato segretario della Congregazione per la dottrina della fede)
- Cardinale Filippo Giustini † (14 ottobre 1914 - 18 marzo 1920 deceduto)
- Cardinale Michele Lega † (20 marzo 1920 - 16 dicembre 1935 deceduto)
- Cardinale Domenico Jorio † (20 dicembre 1935 - 21 ottobre 1954 deceduto)
- Cardinale Benedetto Aloisi Masella † (27 ottobre 1954 - 11 gennaio 1968 ritirato)
  - Cardinale Francesco Carpino † (7 aprile 1967 - 26 giugno 1967 nominato arcivescovo di Palermo) (pro-prefetto)
- Cardinale Francis John Brennan † (15 gennaio 1968 - 2 luglio 1968 deceduto)
- Cardinale Antonio Samorè † (1º novembre 1968 - 25 gennaio 1974 nominato archivista e bibliotecario di Santa Romana Chiesa)
- Cardinale James Robert Knox † (25 gennaio 1974 - 1º agosto 1975 nominato prefetto della Congregazione per i sacramenti e il culto divino)

Congregazione per il culto divino
- Cardinale Benno Walter Gut, O.S.B. † (7 maggio 1969 - 8 dicembre 1970 deceduto)
- Cardinale Arturo Tabera Araoz, C.M.F. † (20 febbraio 1971 - 13 settembre 1973 nominato prefetto della Congregazione per gli affari dei religiosi)
- Cardinale James Robert Knox † (25 gennaio 1974 - 1º agosto 1975 nominato prefetto della Congregazione per i sacramenti e il culto divino)

Congregazione per i sacramenti e il culto divino
- Cardinale James Robert Knox † (1º agosto 1975 - 4 agosto 1981 nominato presidente del Pontificio consiglio per la famiglia)
- Cardinale Giuseppe Casoria † (24 agosto 1981 - 8 aprile 1984 ritirato)

Congregazione per i sacramenti
- Cardinale Paul Augustin Mayer, O.S.B. † (8 aprile 1984 - 28 giugno 1988 nominato prefetto della Congregazione per il culto divino e la disciplina dei sacramenti)

Congregazione per il culto divino e la disciplina dei sacramenti
- Cardinale Paul Augustin Mayer, O.S.B. † (28 giugno 1988 - 1º luglio 1988 dimesso)
- Cardinale Eduardo Martínez Somalo † (1º luglio 1988 - 21 gennaio 1992 nominato prefetto della Congregazione per gli istituti di vita consacrata e le società di vita apostolica)
- Cardinale Antonio María Javierre Ortas † (24 gennaio 1992 - 21 giugno 1996 ritirato)
- Cardinale Jorge Arturo Medina Estévez † (21 giugno 1996 - 1º ottobre 2002 ritirato)
- Cardinale Francis Arinze (1º ottobre 2002 - 9 dicembre 2008 ritirato)
- Cardinale Antonio Cañizares Llovera (9 dicembre 2008 - 28 agosto 2014 nominato arcivescovo di Valencia)
- Cardinale Robert Sarah (23 novembre 2014 - 20 febbraio 2021 ritirato)
- Arcivescovo Arthur Roche (27 maggio 2021 - 5 giugno 2022)

Dicastero per il culto divino e la disciplina dei sacramenti
- Cardinale Arthur Roche, dal 5 giugno 2022

### Segretari
- Monsignore Francesco Bracci † (30 dicembre 1935 - 15 dicembre 1958 creato cardinale)
- Arcivescovo Cesare Zerba † (18 dicembre 1958 - 26 gennaio 1965 dimesso)
- Arcivescovo Giacomo Violardo † (26 gennaio 1965 - 28 aprile 1969 creato cardinale)
- Arcivescovo Giuseppe Casoria † (9 aprile 1969 - 2 febbraio 1973 nominato segretario della Congregazione delle cause dei santi)
- Arcivescovo Antonio Innocenti † (26 febbraio 1973 - 4 ottobre 1980 nominato nunzio apostolico in Spagna)
- Arcivescovo Luigi Dadaglio † (4 ottobre 1980 - 8 aprile 1984 nominato pro-penitenziere maggiore di Santa Romana Chiesa)
- Arcivescovo Virgilio Noè † (30 gennaio 1982 - 15 maggio 1989 nominato arciprete coadiutore della basilica di San Pietro in Vaticano e delegato della Fabbrica di San Pietro)[6]
- Arcivescovo Lajos Kada † (28 giugno 1989 - 22 agosto 1991 nominato nunzio apostolico in Germania)
- Arcivescovo Geraldo Majella Agnelo † (16 settembre 1991 - 13 gennaio 1999 nominato arcivescovo di São Salvador da Bahia)
- Arcivescovo Francesco Pio Tamburrino, O.S.B.Subl. (27 aprile 1999 - 2 agosto 2003 nominato arcivescovo di Foggia-Bovino)
- Arcivescovo Domenico Sorrentino (2 agosto 2003 - 19 novembre 2005 nominato arcivescovo, titolo personale, di Assisi-Nocera Umbra-Gualdo Tadino)
- Arcivescovo Albert Malcolm Ranjith Patabendige Don (10 dicembre 2005 - 16 giugno 2009 nominato arcivescovo di Colombo)
- Arcivescovo Joseph Augustine Di Noia, O.P. (16 giugno 2009 - 26 giugno 2012 nominato vicepresidente della Pontificia commissione "Ecclesia Dei")
- Arcivescovo Arthur Roche (26 giugno 2012 - 27 maggio 2021 nominato prefetto del medesimo dicastero)
- Arcivescovo Vittorio Francesco Viola, O.F.M., dal 27 maggio 2021

### Sottosegretari
- Presbitero Virgilio Noè † (9 maggio 1969 - 21 ottobre 1977 nominato segretario aggiunto per il culto divino del medesimo dicastero)
- Monsignore Luis Alessio † (21 ottobre 1977 - ?)
- Monsignore Piero Marini (1º aprile 1985 - 24 febbraio 1987 nominato maestro delle celebrazioni liturgiche del sommo pontefice)
- Monsignore Pere Tena Garriga † (29 luglio 1987 - 9 giugno 1993[7] nominato vescovo ausiliare di Barcellona)
- Monsignore Carmelo Nicolosi (14 ottobre 1993[8] - 2 luglio 1997 dimesso)
- Monsignore Vincenzo Ferrara (2 ottobre 1997[9] - 2003 dimesso)
- Monsignore Mario Marini (2 ottobre 1997[9] - 7 luglio 2007 nominato segretario aggiunto della Pontificia commissione "Ecclesia Dei")
- Presbitero Anthony Ward, S.M. (15 marzo 2007 - 5 novembre 2014 dimesso)
- Monsignore Juan Miguel Ferrer Grenesche (4 luglio 2009 - 5 novembre 2014 dimesso)
- Presbitero Corrado Maggioni, S.M.M. (5 novembre 2014 - 13 settembre 2021 nominato presidente del Pontificio comitato per i congressi eucaristici internazionali)
- Vescovo Aurelio García Macías, dal 27 maggio 2021
- Monsignore Krzysztof Marcjanowicz, dal 31 gennaio 2023